# Василица
Василица (греч. Βασιλίτσα) — гора в Греции, часть Северного Пинда. Расположена на границе периферийных единиц Гревена и Янина, периферий Западная Македония и Эпир. Высота 2248 м над уровнем моря.